# Pla de Baix (Gironès)
Pla de Baix – miejscowość w Hiszpanii, w Katalonii, w prowincji Girona, w comarce Gironès, w gminie Sant Julià de Ramis.
Według danych INE z 2005 roku miejscowość zamieszkiwało 651 osób.